# Milionia coccinata
Milionia coccinata är en fjärilsart som beskrevs av Louis Beethoven Prout 1929. Milionia coccinata ingår i släktet Milionia och familjen mätare. Inga underarter finns listade i Catalogue of Life.